# Henkelshof
Henkelshof ist ein statistischer Stadtteil von Remscheid und gehört zum Stadtbezirk Lennep. Er liegt östlich von der Lenneper Altstadt. Im Norden grenzt Henkelshof an den statistischen Stadtteil Hackenberg. 
Der Stadtteil ist nach einem Wohnplatz innerhalb des Stadtteils benannt. Darüber hinaus umfasst er als Verwaltungseinheit die weiteren Wohnplätze und Hofschaften Hardtshof, Hölzerne Klinke, Jammertal, Auf der Hardt, Christhäuschen, Kleebach und Wiedenhof.

## Infrastruktur
In Henkelshof befindet sich das Schul- und Sportzentrum Hackenberg, das den nördlich gelegenen Stadtteil auch über Remscheid hinaus bekannt gemacht hat, dennoch vollständig im Stadtteil Henkelshof liegt. Jeweils zu Pfingsten jeden Jahres veranstaltet der Fußballclub SG Hackenberg dort ein großes Fußballturnier. Das Schul- und Sportzentrum Hackenberg ist die Heimstätte der IGR Remscheid, des einzigen Rollhockeyvereins der Stadt, der derzeit in der Rollhockey-Bundesliga spielt. Ehemals gab es am Henkelshof eine Anlage der Städtischen Krankenanstalten.

### Sportanlagen
- Badeparadies H2O mit großer Saunalandschaft
- Sporthallen (eine große Halle (1–3) + Halle 4) (Schul- und Sportzentrum Hackenberg)

### Vereine
- Auf der Sportanlage von Hackenberg mit einem Aschenplatz und einem Kunstrasenkleinfeld spielt und trainiert die SG Hackenberg 1973 e. V. Der Verein unterhält außer den zwei Herren-Seniorenmannschaften und der Frauenmannschaft zahlreiche Jugend- und Mädchenmannschaften.
- MGV Glocke Hackenberg 1894 e. V., Männergesangverein

### Schulzentrum
Im Stadtteil Henkelshof liegen die Albert-Schweitzer-Realschule, das Weiterbildungskolleg (Abendrealschule) sowie die Hauptschule Hackenberg und die Hilda-Heinemann-Schule (Städt. Förderschule mit dem Förderschwerpunkt "Geistige Entwicklung").